# Olimpiada szachowa 1980
| Olimpiada szachowa Valletta 1980 |
|                                  |
| 1978 1982                        |

Olimpiada szachowa 1980 (zarówno w konkurencji kobiet, jak i mężczyzn) rozegrana została w Valletcie w dniach 20 listopada – 6 grudnia 1980 r.

## 24. olimpiada szachowa mężczyzn
Wyniki końcowe (82 drużyny, system szwajcarski, 14 rund).
| Miejsce | Kraj              | Punkty |
| ------- | ----------------- | ------ |
| 1       | ZSRR              | 39     |
| 2       | Węgry             | 39     |
| 3       | Jugosławia        | 35     |
| 4       | Stany Zjednoczone | 34     |
| 5       | Czechosłowacja    | 33     |
| 6       | Anglia            | 32½    |
| 7       | Polska            | 32½    |
| 8       | Izrael            | 32     |
| 9       | Kanada            | 32     |
| 10      | Holandia          | 31½    |
| 11      | Rumunia           | 31½    |
| 12      | Szwecja           | 31½    |
| 13      | Kuba              | 31½    |
| 14      | Argentyna         | 31     |
| 15      | Filipiny          | 31     |
| 16      | Dania             | 31     |

| Miejsce | Kraj       | Punkty |
| ------- | ---------- | ------ |
| 17      | Francja    | 31     |
| 18      | Walia      | 31     |
| 19      | Bułgaria   | 30½    |
| 20      | Finlandia  | 30½    |
| 21      | Austria    | 30½    |
| 22      | Włochy     | 30½    |
| 23      | Islandia   | 30     |
| 24      | Norwegia   | 30     |
| 25      | RFN        | 30     |
| 26      | Hiszpania  | 30     |
| 27      | Grecja     | 30     |
| 28      | Wenezuela  | 30     |
| 29      | Brazylia   | 30     |
| 30      | Syria      | 30     |
| 31      | Szwajcaria | 29½    |
| 32      | Kolumbia   | 29     |

| Miejsce | Medaliści + skład reprezentacji Polski                                                                      |
| ------- | --- |
| 1       | Anatolij Karpow, Lew Poługajewski, Michaił Tal, Jefim Geller, Jurij Bałaszow, Garri Kasparow                |
| 2       | Lajos Portisch, Zoltán Ribli, Gyula Sax, István Csom, Iván Faragó, József Pintér                            |
| 3       | Ljubomir Ljubojević, Borislav Ivkov, Bruno Parma, Bojan Kurajica, Slavoljub Marjanović, Predrag Nikolić     |
|         | Aleksander Sznapik, Włodzimierz Schmidt, Adam Kuligowski, Jacek Bielczyk, Jerzy Pokojowczyk, Jan Przewoźnik |

## 9. olimpiada szachowa kobiet
Wyniki końcowe (42 drużyny, system szwajcarski, 14 rund).
| Miejsce | Kraj       | Punkty |
| ------- | ---------- | ------ |
| 1       | ZSRR       | 32½    |
| 2       | Węgry      | 32     |
| 3       | Polska     | 26½    |
| 4       | Rumunia    | 26     |
| 5       | RFN        | 24     |
| 6       | Chiny      | 24     |
| 7       | Izrael     | 23½    |
| 8       | Jugosławia | 23½    |
| 9       | Bułgaria   | 23     |
| 10      | Brazylia   | 23     |
| 11      | Hiszpania  | 22½    |
| 12      | Argentyna  | 22½    |

| Miejsce | Kraj              | Punkty |
| ------- | ----------------- | ------ |
| 13      | Stany Zjednoczone | 22     |
| 14      | Anglia            | 22     |
| 15      | Francja           | 22     |
| 16      | Australia         | 22     |
| 17      | Holandia          | 21½    |
| 18      | Kolumbia          | 21½    |
| 19      | Kanada            | 21½    |
| 20      | Włochy            | 21½    |
| 21      | Szwecja           | 21½    |
| 22      | Islandia          | 21½    |
| 23      | Dominikana        | 21½    |
| 24      | Grecja            | 21½    |

| Miejsce | Medalistki                                                                        |
| ------- | --------------------------------------------------------------------------------- |
| 1       | Maia Cziburdanidze, Nona Gaprindaszwili, Nana Aleksandrija, Nana Ioseliani        |
| 2       | Zsuzsa Verőci-Petronić, Mária Ivánka, Mária Porubszky, Tünde Csonkics             |
| 3       | Hanna Ereńska-Radzewska, Grażyna Szmacińska, Małgorzata Wiese, Agnieszka Brustman |